# A Ferencvárosi TC 1916-os tavaszi szezonja
A Ferencvárosi TC 1916-os tavaszi szezonja szócikk a Ferencvárosi TC első számú férfi labdarúgócsapatának egy szezonjáról szól. A klub fennállásának ekkor volt a 17. évfordulója.

## Mérkőzések
| Színmagyarázat | Színmagyarázat |
| -------------- | -------------- |
|                | Győzelem.      |
|                | Döntetlen.     |
|                | Vereség.       |

Húsvéti Vaslabda
| 1916. április 23. |

| Ferencváros      | 3 – 1       | Magyar AC |
| ---------------- | ----------- | --------- |
| Ivanovszky Weisz | Jegyzőkönyv |           |

| Üllői út, Budapest |

- A mérkőzés félbeszakadt és a MAC csak barátságos találkozóként volt hajlandó folytatni, amelynek a végeredménye 4 – 3 lett.

| 1916. április 30. |

| Ferencváros | 0 – 1               | Törekvés SE |
| ----------- | ------------------- | ----------- |
|             | (0 – 1) Jegyzőkönyv |             |

| Üllői út, Budapest |

- Ez a mérkőzés volt a döntő.

Hadikupa
| 1916. május 14. |

| Ferencváros | 1 – 0       | MÁV Gépgyár |
| ----------- | ----------- | ----------- |
| Weisz       | Jegyzőkönyv |             |

| Üllői út, Budapest |

| 1916. május 21. |

| Ferencváros | 0 – 0               | Nemzeti SC |
| ----------- | ------------------- | ---------- |
|             | (0 – 0) Jegyzőkönyv |            |

| Üllői út, Budapest |

| 1916. május 28. |

| Nemzeti SC | 1 – 2       | Ferencváros     |
| ---------- | ----------- | --------------- |
|            | Jegyzőkönyv | Farkas Ferenczi |

| Budapest |

- Megismételt mérkőzés.

| 1916. június 18. |

| Ferencváros      | 2 – 4               | MTK |
| ---------------- | ------------------- | --- |
| Weisz Tóth Potya | (1 – 2) Jegyzőkönyv |     |

| Üllői út, Budapest |

| 1916. július 2. |

| III. Kerületi TVE | 0 – 0               | Ferencváros |
| ----------------- | ------------------- | ----------- |
|                   | (0 – 0) Jegyzőkönyv |             |

| Budapest |

- Az FTC a Hadikupában jobb gólarányával a második helyen végzett.

## Külső hivatkozások
- A csapat hivatalos honlapja (magyarul)
- Az 1916-os tavaszi szezon menetrendje a tempofradi.hu-n (magyarul)